# Эльсайед, Мохамед (боксёр)
Мохамед Эльсайед (араб. محمد السيد‎, англ. Mohamed Elsayed; род. 22 апреля 1973, Каир) — египетский боксёр, призёр Олимпийских игр 2004 года и Всеафриканских игр 2003 года. Выступал в весовой категории до 91 кг.

## Биография
В 2003 году завоевал серебряную медаль в своей весовой категории на Всеафриканские игры в городе Абуджа Нигерия, когда проиграл в финале местному Эммануэлю Изонритею.
На Олимпийских игра дошёл до стадии полуфинала и завоевал бронзу.
В первом раунде сражался с Игорем Алборовым (Узбекистан). Поединок завершился со счётом 18-18, египтянин победил решением судей. Во втором круге победил Адама Форсайта (Австралия) 27-12. На полуфинальный бой с белорусом Виктором Зуевым не вышел. Официальная причина — медицинское обследование показало, что у египтянина сломана рука He did receive a bronze medal..